# تدوين متعدد الأدلة
تدوين متعدد الأدلة (بالإنجليزية: Multi-index notation)‏ هو تدوين رياضي يبسط الصيغ المستخدمة في حساب التفاضل والتكامل متعدد المتغيرات والمعادلات التفاضلية الجزئية ونظرية التوزيعات، من خلال تعميم مفهوم دليل صحيح العدد على مجموعة مرتبة من الأدلة.

## التعريف والخصائص الأساسية
متعدد الأدلة نوني الأبعاد (n أبعاد) هو ذو n عنصر:
{\displaystyle \alpha =(\alpha _{1},\alpha _{2},\ldots ,\alpha _{n})}
من الأعداد الطبيعية (أي عنصر من مجموعة الأعداد الطبيعية النونية الأبعاد، يشار إليها بـ {\displaystyle \mathbb {N} _{0}^{n}} ).
لمتعدد الأدلة {\displaystyle \alpha ,\beta \in \mathbb {N} _{0}^{n}} و {\displaystyle x=(x_{1},x_{2},\ldots ,x_{n})\in \mathbb {R} ^{n}}، نعرِّف:
مركب المجموع أو الفرق
{\displaystyle \alpha \pm \beta =(\alpha _{1}\pm \beta _{1},\,\alpha _{2}\pm \beta _{2},\ldots ,\,\alpha _{n}\pm \beta _{n})}
مجموعة مرتبة جزئيا:
{\displaystyle \alpha \leq \beta \quad \Leftrightarrow \quad \alpha _{i}\leq \beta _{i}\quad \forall \,i\in \{1,\ldots ,n\}}
 مجموع المكونات (القيمة المطلقة):
{\displaystyle |\alpha |=\alpha _{1}+\alpha _{2}+\cdots +\alpha _{n}}
عاملي:
{\displaystyle \alpha !=\alpha _{1}!\cdot \alpha _{2}!\cdots \alpha _{n}!}
معامل ثنائي الحد:
{\displaystyle {\binom {\alpha }{\beta }}={\binom {\alpha _{1}}{\beta _{1}}}{\binom {\alpha _{2}}{\beta _{2}}}\cdots {\binom {\alpha _{n}}{\beta _{n}}}={\frac {\alpha !}{\beta !(\alpha -\beta )!}}}
معامل متعدد الحدود: 
{\displaystyle {\binom {k}{\alpha }}={\frac {k!}{\alpha _{1}!\alpha _{2}!\cdots \alpha _{n}!}}={\frac {k!}{\alpha !}}}
حيث {\displaystyle k:=|\alpha |\in \mathbb {N} _{0}}
الأس
{\displaystyle x^{\alpha }=x_{1}^{\alpha _{1}}x_{2}^{\alpha _{2}}\ldots x_{n}^{\alpha _{n}}} .